# Rádio-Televisão do Kosovo
A Rádio Televisão do Kosovo (em albanês: Radio Televizioni i Kosovës; em sérvio: Радио Телевизија Косова) é uma empresa de televisão e rádio da República do Kosovo.

## Canais de televisão
Atualmente, a RTK é constituída pelos seguintes canais:
| Logótipo | Canal | Descrição | Fundação                         |
| -------- | ----- | --- | -------------------------------- |
|          | RTK 1 | Generalista, voltado para o entretenimento, informação, desporto e programas educativos, transmitindo em albanês, com alguns espaços em sérvio.                           | 19 de setembro de 1999 (25 anos) |
|          | RTK 2 | Canal secundário, voltado para as minorias, transmitindo programas desportivos, jornalísticos e talk-shows, transmitindo em sérvio, mas também em bósnio, turco e romani. | 7 de junho de 2013 (11 anos)     |
|          | RTK 3 | Canal informativo, voltado para a informação nacional e regional. | 13 de março de 2014 (11 anos)    |
|          | RTK 4 | Canal erudito, dedicado às artes e cultura. | 13 de março de 2014 (11 anos)    |

## Canais de rádio
Atualmente, a RTK é constituída pelos seguintes canais:
| Logótipo | Estação       | Descrição                                                    | Fundação       |
| -------- | ------------- | ------------------------------------------------------------ | -------------- |
|          | Radio Kosovo  | Emissora generalista e informativa, transmitindo em albanês. | 1999 (26 anos) |
|          | Rádio Blu Sky | Emissora dirigida ao público jovem, com espaços musicais.    | 1999 (26 anos) |